# Пеццаце
Пеццаце (італ. Pezzaze) — муніципалітет в Італії, у регіоні Ломбардія, провінція Брешія.
Пеццаце розташоване на відстані близько 470 км на північний захід від Рима, 90 км на північний схід від Мілана, 28 км на північ від Брешії.
Населення — 1520 осіб (2014).

## Демографія
Населення за роками:

Станом на 1 січня 2023 року в муніципалітеті офіційно проживали 73 іноземці з 15 країн, серед них 12 громадян країн Євросоюзу та 4 громадяни України.

## Сусідні муніципалітети
- Артоньє
- Бовеньо
- Марментіно
- Пізоньє
- Таверноле-суль-Мелла